# Johanna Wilson
Johanna Wilson, född den 8 juli 1975 i Vällingby i Stockholm, är en svensk skådespelerska. 

## Filmografi (i urval)

### Roll
- 2000 - Ensam, tvåsam, tveksam
- 2000–2001 – Nya tider (TV-serie)
- 2003 - Hannah med H
- 2006 - En fråga om liv och död
- 2007 - Beck – Gamen
- 2011 - Kommissarien och Havet: Ingen Skuld
- 2020 – We Got This (TV-serie)
- 2021 – Dancing Queens
- 2021 – Den osannolika mördaren (TV-serie)

### Manus
- 2010 - Att bli med barn

### Rollsättare
- 2005 - God morgon, alla barn

### Ljudbok
- 2017 - Anders Fagers Evas första vecka som död (Storytel)

## Teater

### Roller
| År   | Roll             | Produktion                                    | Regi           | Teater                          |
| ---- | ---------------- | --------------------------------------------- | -------------- | ------------------------------- |
| 2016 | Cathrine         | Två punkt noll (Two Point Oh) Jeffrey Jackson | Stina Rautelin | Mojo Productions / Fotografiska |
| 2017 | Lilly Chatterton | Hotelliggaren (Two Into One) Ray Cooney       | Sven Melander  | Fredriksdalsteatern             |